# Famille Le Moyne
La famille Le Moyne est une famille subsistante de la noblesse française, originaire de Normandie. Elle s'est illustrée dans l'histoire de la Nouvelle-France, dans l'exploration et la fondation du Québec et de la Louisiane.

## Filiation
Cette famille remonte à Pierre Le Moyne, aubergiste, né en 1588 à Dieppe, mort en 1656 dans la même ville, fils de Jean Le Moyne et de Guillemette Hérault. Il s'est marié 
- en premières noces avec Catherine Mullot dont il a eu un enfant: Pierre Le Moyne (Dieppe 1616 - Rouen 1667), maître chirurgien qui a fait souche à Rouen,
- en secondes noces le 24 janvier 1619 à Dieppe avec Judith Duchesne qui lui a donné sept enfants, dont deux fils qui s'établissent en Nouvelle-France où ils ont une descendance:
  - Jacques Le Moyne (Dieppe 1622 - Montréal 1701), marchand épicier, garde-magasin du roi, auteur des Le Moyne de Martigny qui subsistent en France et en Suisse.
  - Charles Le Moyne (Dieppe 1626 - Montréal 1685), qui est anobli par lettres patentes de Louis XIV en mars 1668 et qui subsiste dans sa branche Le Moyne de Sérigny.

### Branche de Rouen
- Pierre Le Moyne (1616-1667), chirurgien, se marie le 28 octobre 1652 à Rouen avec Marie Briant dont au moins un enfant:
  - Étienne Le Moyne, juge consul des marchands à Rouen, mort le 29 mars 1732 à Rouen.
    - Pierre-Jacques Le Moyne (Rouen 1709-1778), négociant armateur à Rouen, directeur de la 2e Compagnie des Indes, conseiller-secrétaire du Roi, Maison et Couronne de France et de ses Finances le 14 juillet 1746, et résigne plus de trente ans après le 7 février 1767 au bénéfice de Jean-François de Sales. Il fut donc anobli, mais fit faillite l'année suivante en 1777 et mourut en 1778[1].
      - Marc-Antoine Lemoyne (1741-1817), capitaine en pied au régiment de Royal Cravatte Cavalerie, puis général de brigade (1793), puis de division, comte de l'Empire, commandeur de la Légion d'honneur.

### Branches de Nouvelle-France

#### Branche aînée
- Jacques Le Moyne (Dieppe 1622 - Montréal 1701), marchand épicier, garde-magasin du roi, s'est marié le 12 novembre 1658 à Montréal avec (Mathurine Godé 1636-1672) qui lui a donné onze enfants, dont:
  - Jean-Baptiste Le Moyne (Montréal 1662 - tué à Fort Albany en juillet 1709), sieur de La Trinité, officier, marié le 1er juillet 1691 à Québec avec Marie Elisabeth Guyon du Rouvray, dont au moins un enfant:
    - Jacques II Le Moyne (1692), marié le 8 janvier 1716 à Bellevue-Bout-de-L'Île, avec Angélique Guillet (1693), dont au moins un enfant:
      - Amable Le Moyne de Martigny (1727), dont descend: 
        - Charles Le Moyne de Martigny (Montréal 1858 - Lausanne 1942) avocat au barreau de Montréal, avocat-conseil du Commissariat général du Canada en France, marié le 6 août 1912 à Rubelles avec Marie Josèphe Hocédé du Tremblay 1882-1956, dont descendance.

#### Branche anoblie
- Charles Le Moyne s'est marié le 28 mai 1654 avec Catherine Thierry qui lui a donné quatorze enfants, dont :
  - Charles II Le Moyne de Longueil, fait baron de Longueuil, première baronnie créée en Nouvelle-France, 1656-1729, dont descendent :
    - Charles III Le Moyne, baron de Longueil, gouverneur de Montréal, administrateur de la Nouvelle France, 1687-1755 ;
      - Charles-Jacques Le Moyne, baron de Longueuil ;
        - Marie-Charles Le Moyne, baronne de Longueuil, qui épouse le britannique David Alexander Grant ;

  - Joseph Le Moyne de Sérigny, « marquis » de Sérigny 1668-1734, capitaine de vaisseau, commandant général de la Louisiane, dont descendent :
    - Alain de Sérigny, vice-président de l'Assemblée algérienne, et le directeur du grand quotidien « L'Écho d'Alger », 1912-1986 ;
      - Éric de Sérigny, fils du précédent, financier, 1946- ;

  - Jacques Le Moyne de Sainte-Hélène, 1659-1690 ;
  - Pierre Le Moyne d'Iberville, 1661-1706 ;
  - Paul Le Moyne de Maricourt, 1663-1704 ;
  - François Le Moyne de Bienville, 1666-1691 ;
  - Jean-Baptiste Le Moyne de Bienville, gouverneur de la Louisiane, 1680-1768 ;
  - Antoine Le Moyne de Châteaugay, gouverneur de La Guyane, 1683-1747.

## Principales personnalités
- Charles Le Moyne (1626-1685), un des premiers chefs militaires de Montréal.
- Charles II Le Moyne (1656-1729), gouverneur de Montréal.
- Charles III Le Moyne (1687-1755), gouverneur de Montréal et gouverneur intérimaire de la Nouvelle-France.
- François Le Moyne de Bienville (1666-1691), fils aîné de Charles Le Moyne (1626-1685).
- Jean-Baptiste Le Moyne de Bienville (1680-1767), fils de Charles Le Moyne (1626-1685), héros de la Nouvelle-France, fondateur de la Nouvelle-Orléans.
- Joseph Le Moyne de Sérigny (1668-1734), commandant général de la Baie d'Hudson puis de la Louisiane française, gouverneur de Rochefort.
- Pierre Le Moyne d'Iberville (1661-1702), navigateur, commerçant, militaire et explorateur canadien, héros de la Nouvelle-France, fondateur de la Louisiane.